# Каље
Каље су насељено место у општини Жумберак, до нове територијалне организације у саставу бивше општине Јастребарско, у Загребачкој жупанији, Хрватска.

## Прошлост
За време војне границе Каље је било у 12. компанији (чети) Слуњске регименте.
Почетком 20. века Каље и Сошице као општине чине Жумберак. Каље је 1912. године у саставу управног среза Јастребарско, у загребачкој жупанији. Ту тада живи 5293 становника, од којих су 2489 римо-католици; остало су Срби унијати или грко-католици. Највише унијата било је крајем 19. века у Срему и Белој Крајини, у Каљу и Сошици.
У месту је између два светска рата радила основна школа. Познати учитељи су били: Јосип Обајдин (1928), Владимир Родић (1932), Никола Хераковић (1935) и други.

## Становништво

### Број становника по пописима
| Националност   | 2001. | 1991. | 1981. | 1971. | 1961. | 1953. | 1948. | 1931. | 1921. | 1910. | 1900. | 1890. | 1880. | 1869. | 1857. |
| бр. становника | 37    | 76    | 86    | 140   | 153   | 164   | 161   | 182   | 189   | 211   | 198   | 195   | 154   | 133   | 114   |

### Национални састав
| Националност       | 1991.       | 1981.       | 1971.        | 1961.        |
| Хрвати             | 72 (94,73%) | 82 (95,34%) | 138 (98,57%) | 150 (98,03%) |
| Срби               | 0           | 1 (1,16%)   | 1 (0,71%)    | 2 (1,30%)    |
| Југословени        | 0           | 1 (1,16%)   | 0            | 0            |
| остали и непознато | 4 (5,26%)   | 2 (2,32%)   | 1 (0,71%)    | 1 (0,65%)    |
| Укупно             | 76          | 86          | 140          | 153          |